# Elżbieta (1405–1473)
Elżbieta (ur. najp. 1405, zm. 1473) – ksieni w Krumminie oraz Bergen, prawdopodobna córka Barnima VI, księcia wołogoskiego oraz Weroniki.

## Pochodzenie
Jej pochodzenie jest do końca niepewne i w nauce niewyjaśnione. Inskrypcja na epitafium z Kentz określa Elżbietę jako siostrę, bądź kuzynkę Barnima VI (J. Micraelius, A. Hiltebrand, D. Cramer). Mimo że część badaczy uznała ją za córkę Warcisława IX (T. Kantzow, R. Klempin, M. Wehrmann) – dalsze ustalenia genealogów doprowadziły do wniosku, że istniały dwie Elżbiety (F.W. Barthold, H. Hoogeweg, Hertz). 
Jedna urodzona przed 1420 i druga urodzona najpóźniej w 1405. Obie miały umrzeć w 1473. Pierwszą identyfikuje się, jako prawdopodobną córkę Warcisława IX, drugą natomiast, jako potomkinię Barnima VI (M. Wehrmann, B. Popielas–Szultka, E. Rymar). Brak dostatecznych źródeł powoduje, że literatura przedmiotu stawia obie ksienie pod znakiem zapytania. 

## Genealogia
|  |  | Barnim VI? ur. w okr. 1365–1372 zm. 22 lub 23 IX 1405 | Barnim VI? ur. w okr. 1365–1372 zm. 22 lub 23 IX 1405 |  |  |  |  |  |  | Weronika? ur. w okr. 1367–1374? zm. 1405 lub przed 22 IX 1408 | Weronika? ur. w okr. 1367–1374? zm. 1405 lub przed 22 IX 1408 |  |  |
|  |  |                                                       |                                                       |  |  |  |  |  |  |                                                               |                                                               |  |  |
|  |  |                                                       |                                                       |  |  |  |  |  |  |                                                               |                                                               |  |  |
|  |  |                                                       |                                                       |  |  |  |  |  |  |                                                               |                                                               |  |  |

|  |  |  |  | Elżbieta (ur. najp. 1405, zm. 1473) |